# Danh sách thành phố Somalia

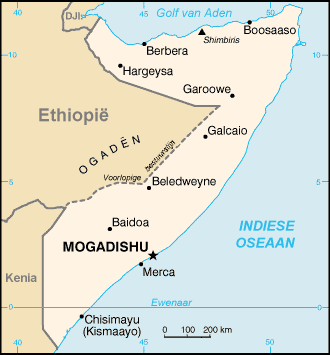
Bản đồ Somalia.

Đây là danh sách các thành phố, thị trấn và làng ở Somalia.
- Aadan Yabaa
- Aasha ado
- Abaareey
- Abudwak
- Adado
- Afgooye
- Afmadow
- Arabsiyo
- Abaarso
- Badhan
- Baidoa
- Balcad
- Ballidagaruen
- Balli Dhiddin
- Bandar Beyla
- Bandiiradley
- Barawa
- Bardera
- Beeli Wacatay
- Beledhawo
- Beledweyne
- Buqdaaqable
- Buraan
- Berbera
- Beyra
- Boon
- Boorama
- Boocame
- Bosaso
- Bu'aale
- Bur Saalax
- Buulo burte
- Burane
- Burco
- Burgaban
- Burtinle
- Buurdhuubo
- Buurhakaba
- Ceeldheer
- Cadale
- Ceel-Baraf
- Caadley
- Cadaley
- Ceel-Aweyn
- Ceelaayo
- Ceel Huur
- Ceelbuur
- Ceel Cali
- Ceelmakoile
- Ceerigaabo
- Colgula
- Daharro
- Dalweyn
- Damala Xagare
- Dhahar
- Dhamasa
- Dharoor
- Dhuusamarreeb
- Diinsoor
- Dilla
- Docol
- Doolow
- Duulin Maaxato
- Eyl
- Faraweyne
- Gabaa
- Gabiley
- Galcad
- Galinsoor
- Galkayo
- Garbahaarreey
- Garoowe
- Geerisa Awdal
- Godaalo
- Goldogob
- Goroyo-Cawl
- Gosoweyna
- Guriel
- Guud Cad
- Haangale
- Habo
- Hadaaftimo
- Hafun
- Harardhere
- Hargeisa
- Harirad
- Hingalol
- Hobyo
- Hudur
- Jalalaqsi
- Jamaame
- Jariban
- Jilib
- Jidali
- Jowhar
- Jiifyarey
- Jilyaale
- Karin
- Kulanxagay
- Kismayo
- Laag
- Lanwaley
- Las Anod
- Laasqoray
- Laas Dawaco
- Lawyacado
- Lughaya
- Luuq
- Leego
- Mahadaay Weyn
- Masagawaa
- Mareeg
- Merca
- Mogadishu
- Qandala
- Qardho
- Oog
- Qaan Dhoole
- Qansahdhere
- Qarhis
- Qeedi Haan
- Qoryale
- Qoryoley
- Qori lugud
- Quljeed
- Rako Raaxo
- Ras Kamboni
- Rigomane
- Roox
- Ruun Nirgood
- Sarcade
- Sarmanyo
- Saylac
- Sheekh
- Sheerbi
- Taleex
- Tile
- Turdho
- Ufeyn
- Waiye
- Wajaale
- Wajid
- Warsheikh
- Weeraar
- Wisil
- Wobxo
- Xamure
- Xiddo
- Yake
- Yubbe
- Zeila